# Hyalesthes obsoletus
Espèce
Hyalesthes obsoletus (fulgore du stolbur) est une espèce d'insectes hémiptères de la famille des Cixiidae.
Cet insecte est le vecteur de microorganismes pathogènes, des phytoplasmes, (sortes de bactéries sans paroi cellulaire de la classe des  mollicutes) qui affectent diverses espèces de plantes, provoquant notamment la maladie du stolbur chez les Solanaceae (pomme de terre, tomate, etc.), la maladie du bois noir de la vigne et le dépérissement des lavandes.

## Synonymes
- Elidiptera hyalesthes Amyot, 1847
- Hyalesthes lacotei (Dlabola, 1970)
- Liorhinus albolimbata Kirschbaum, 1868
- Oliarus lacotei Dlabola, 1970

## Distribution
L'aire de répartition de Hyalesthes obsoletus comprend l'Europe, le Proche-Orient et l'Afrique du Nord.